# Neuschönningstedt
Neuschönningstedt ist ein Stadtteil von Reinbek im Bundesland Schleswig-Holstein und zählt 8.104 Einwohner (Dezember 2024). Der Stadtteil ist der nördlichste Reinbeks und liegt westlich des Waldgebietes Oher Tannen. Die Hauptverkehrsachsen in Neuschönningstedt sind die Möllner Landstraße (L94), die Richtung Westen nach Glinde und Richtung Osten nach Witzhave führt und der Straßenzug Stemwarder Straße/Haidkrugchaussee (L222), der Richtung Norden nach Stemwarde und Richtung Süden zu den Stadtteilen Schönningstedt und Alt-Reinbek führt.
Neuschönningstedt ist mit mehreren Buslinien an das Nahverkehrsnetz des Hamburger Verkehrsverbundes angeschlossen.

## Siedlungen
- Haidkrug
- Haidbergsiedlung
- Schrödersiedlung
- Stemwarder Siedlung
- Robinien
- Stettiner Siedlung

## Geschichte
Zunächst bestand der zu Schönningstedt gehörende Ortsteil Neuschönningstedt aus nicht viel mehr als der Gaststätte „Haidkrug“ an der Kreuzung Möllner Landstraße/Haidkrugchaussee und einigen entlang der Möllner Landstraße gebauten Häusern. Außerdem gab es am Langeloher Weg eine Gartenkolonie, einige Häuser aus der Vorkriegszeit stehen heute noch dort. Nach dem Zweiten Weltkrieg zogen viele durch die Bombardierung von Hamburg obdachlos gewordene Menschen in dieses Gebiet und errichteten dort Behelfswohnungen, die in der Nachkriegszeit weiter ausgebaut und modernisiert wurden. Der „Haidkrug“ wurde Ende der 1980er-Jahre abgerissen.  
In den 1960er- und 1970er-Jahren wurde Neuschönningstedt in größerem Umfang als Neubaugebiet erschlossen, wobei auch zum Nachbardorf Stemwarde sowie zu Glinde gehörende Teile eingegliedert wurden. Es entstanden die nach der früheren Schönningstedter Bürgermeisterin benannte Gertrud-Lege-Schule (Grundschule), ein Einkaufszentrum und die evangelisch-lutherische Kirchengemeinde „Gethsemane“ mit der vom Architektenehepaar Klaus und Ursula Löwe entworfenen Kirche. Die Begegnungsstätte ist ein zentraler Treffpunkt von Jung und Alt, sie wurde am 20. September 1974 eingeweiht.
Am 1. Januar 1974 wurde im Rahmen der Gebietsreform die Gemeinde Schönningstedt (mit Neuschönningstedt und Ohe) in die Stadt Reinbek eingegliedert.
Der Fußballverein FC Voran Ohe trainiert auf dem Neuschönningstedter Sportplatz, der Buff Club Reinbek trägt auf dem Platz seine Heimspiele aus.